# Episodi di Chaos
La prima ed unica stagione della serie televisiva Chaos è stata trasmessa in prima visione assoluta negli Stati Uniti d'America da CBS dal 1º aprile al 16 luglio 2011; cancellata ed eliminata dai palinsesti dopo i primi 3 episodi trasmessi, è tornata in onda con i rimanenti a partire dal 28 maggio 2011. La messa in onda della CBS non ha rispettato l'originale ordine cronologico degli episodi.
In Italia la stagione è stata trasmessa su Rai 2 dal 9 giugno al 13 ottobre 2012. Anche la prima visione in lingua italiana non ha rispettato l'ordine cronologico degli episodi.
| nº | Titolo originale  | Titolo italiano      | Prima TV USA   | Prima TV Italia   |
| -- | ----------------- | -------------------- | -------------- | ----------------- |
| 1  | Pilot             | Fiducia              | 1º aprile 2011 | 9 giugno 2012     |
| 2  | Song of the North | Canzone del Nord     | 8 aprile 2011  | 23 giugno 2012    |
| 3  | Love and Rockets  | Amore e missili      | 15 aprile 2011 | 30 giugno 2012    |
| 4  | Two Percent       | La spia che mi amava | 28 maggio 2011 | 7 luglio 2012     |
| 5  | Molé              | La talpa             | 28 maggio 2011 | 14 luglio 2012    |
| 6  | Eaten by Wolves   | Trappola per spie    | 4 giugno 2011  | 21 luglio 2012    |
| 7  | Remote Control    | Triplo gioco         | 11 giugno 2011 | 18 agosto 2012    |
| 8  | Core Fortitude    | Forza d'animo        | 18 giugno 2011 | 16 giugno 2012    |
| 9  | Defending Sophia  | Difendere Sofia      | 25 giugno 2011 | 25 agosto 2012    |
| 10 | Glory Days        | Vecchi leoni         | 25 giugno 2011 | 1º settembre 2012 |
| 11 | Deep Cover Band   | Concerto per pistole | 2 luglio 2011  | 8 settembre 2012  |
| 12 | Mincemeat         | Depistaggio          | 9 luglio 2011  | 13 ottobre 2012   |
| 13 | Proof of Life     | Un agente di troppo  | 16 luglio 2011 | 13 ottobre 2012   |